# Siedmiórki
Siedmiórki (Siedmiorki) – część wsi Wijewo w Polsce położona na Pojezierzu Leszczyńskim, w województwie wielkopolskim, w powiecie leszczyńskim, w gminie Wijewo.
Miejscowość wchodzi w skład sołectwa Wijewo. W 1921 roku stacjonowała tu placówka 17 batalionu celnego.
W latach 1975–1998 miejscowość administracyjnie należała do województwa leszczyńskiego.